# Отортен
Оторте́н (рос. Отортен), оригінальна мансійська назва Лунт-Хуса́п-Сяхи́л (манс. Лунт-Хусап-Сяхыл) — гора на Північному Уралі, розташована на кордоні Свердловської області з Республікою Комі (Росія). Найвища вершина гірського хребта Поясовий Камінь (1234 м). Популярний об'єкт спортивного туризму.

## Етимологія
Гора знаходиться в регіоні проживання мансі. Корінному населенню вона була відома здавна. Оригінальна народна назва вершини Лунт-Хусап-Сяхил або скорочено Лунт-Хусап в дослівному перекладі означає «Гора гусячого гнізда» чи просто «Гусяче гніздо». Її пов'язують з місцевим озером Лундхусаптур, чия назва в перекладі означає «Озеро гусячого гнізда» або «Озеро одинокої гуски». Коріння обох топонімів лежить у давній мансійській легенді, за якою, під час Всесвітнього потопу на озері вижила одна-єдина гуска.
Згідно з іншою версією, мансі побачили у куполі гори схожість із гусячим гніздом.
Серед дослідників трагедії на перевалі Дятлова побутує думка, що назва «Отортен» перекладається як «не ходи туди». Насправді це не відповідає дійсності, оскільки «не ходи туди» мовою мансі звучить як «тув ул мінен».
Росіяни, колонізуючи Північний Урал, дещо змінили звучання етнічних назв. Наприклад, гірничий інженер М. І. Стражевський, який відвідав околиці гори у складі експедиції Е. К. Гофмана в 1847 році, описував місцевий краєвид так: «Прямо на південь від моєї точки спостереження лежить передня частина Потуорн-ньйоля; за ним високо здіймається Мотю-Чахль, а за ним, ще більше прикрашаючи красу гірського краєвиду, височіє Лунт-Хужем-Чахль, зубчастий кам'яний кряж, з якого витікають Лосва і Мотю зі своїми притоками».
Втім, цим спотворення не обмежилось. За кілька кілометрів на північ від Лунт-Хусап-Сяхила лежить менша вершина, яку мансі називали Вот-Тар-тан-Сяхил. З нею пов'язують сюжет мансійської казки про скам'янілого богатиря Отортена (власне Отортен перекладається з мансійської як «гора, що випускає вітри»). В ході картографічних робіт російські дослідники помилково привласнили назву Вот-Тар-тан-Сяхила вершині Лунт-Хусап-Сяхил, одночасно спростивши її звучання до Отортен. Ця помилка усталилась, таким чином, сучасна офіційна назва гори не відповідає історичній мансійській.

## Опис

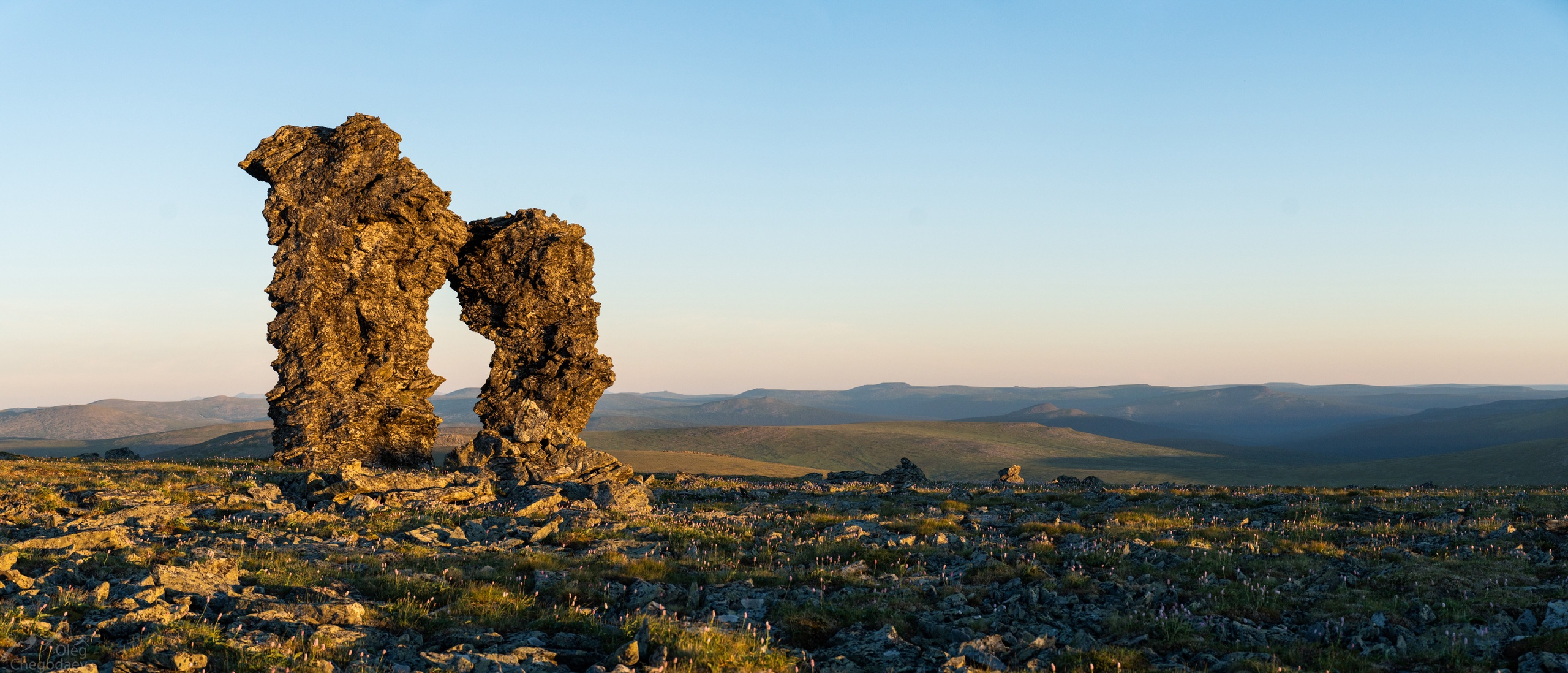
Оторте́н

Отортен лежить у центральній частині мерідіанального хребта Поясовий Камінь і є його найвищою точкою. Згідно сучасних метричних даних висота цієї гори становить 1234 м, однак у 1950-х роках її помилково визначали у 1182 м. Сусідні вершини незначно поступаються їй розміром, займаючи приблизно той же висотний діапазон (800—1100 м). Найближча до Отортена вершина — гора Моттьовчахл (1095 м) — височіє за 3 км від нього у напрямку північного сходу. Ще одна відома вершина навколишньої місцевості — гора Холатчахль (також гора Мерців, Солатчахл, 1096 м) — віддалена від Отортена на 14 км у південному напрямку.
Обриси зазначених гір м'які, їхня форма конусоподібна, вершини згладжені, схили відносно пологі, не пересічені глибокими долинами водотоків чи іншими формами ерозійного рельєфу. До висоти 650—700 м Отортен вкриває тайга, вище цієї позначки вона переходить у рідколісся, вершина гори взагалі безліса і вкрита кам'яними розсипами. На вершині багато місць з відслоненнями гірських порід. Крім них характерна риса Отортена — дивовижної форми скелі-останці, яких особливо багато на західному відрозі гори. Вони утворились внаслідок вивітрювання материнської породи і в деяких місцях схожі на вулиці і брами, тому це скупчення іноді називають «кам'яним містом». На південному схилі Отортена на висоті 885 м розташований давній льодовиковий кар, який в ході геологічної історії також набув згладжених обрисів і тепер виглядає як заглибина. Цю виїмку наповнює легендарне озеро Лундхусаптур. З нього бере початок річка Лозьва. Крім цих водойм на Отортені є два струмки: один у лощині над озером, а другий біля підніжжя гори.

## Значення
Гора Отортен розташована на крайній півночі Свердловської області, в Івдельському міському окрузі, на кордоні з Республікою Комі. Навколишня місцевість вирізняється вкрай незначною густиною населення, яке складають переважно мансі, що займаються напівкочовим оленярством і мисливством. Промислової чи транспортної інфраструктури поблизу вершини немає.
Гора Отортен із середини XX століття привертає до себе увагу любителів спортивного туризму. Спочатку піднятись на неї було почесно з огляду на відносно значну висоту вершини та, особливо, її віддаленість від осередків цивілізації. З 1950-х років сюди здійснювали багатоденні походи досвідчені мандрівники у складі добре підготованих туристських груп. За сучасною класифікацією Отортен відносять до класу складності 1А, 1Б.
У 1959 році до Отортена вирушила група під проводом І. О. Дятлова. Не діставшись цієї вершини, група у повному складі загинула на горі Холатчахль за таємничих обставин. Це підігріло цікавість до обох вершин, тому в XXI столітті Отортен залишається популярним напрямком туризму, але тепер вже не з міркувань складності, а з точки зору історико-пізнавального туризму. Як правило, Отортен відвідують під проводом мансійських провідників в рамках походів до Холатчахлю, перевалу Дятлова і плато Маньпупуньор. В 2018 році біля підніжжя гори інтернаціональною групою волонтерів облаштовано гірський табір Отортен, який включає модульні будиночки і санітарну зону. Користування обладнанням табору безкоштовне для всіх бажаючих